# Eucera amsinckiae
Eucera amsinckiae là một loài Hymenoptera trong họ Apidae. Loài này được Timberlake mô tả khoa học năm 1969.